# Yankee Madness
Yankee Madness er en amerikansk stumfilm fra 1924 instrueret af Charles R. Seeling.

## Medvirkende
- George Larkin som Richard Morton
- Billie Dove som Dolores
- Walter Long som Pablo del Gardo
- Earl Schenck som Rodolfo Emanon
- Manuel Caméré som Estaban
- Ollie Kirby som Theresa
- Arthur Millett som Robert Morton
- J.L. Powell som Dominguez
- Annette Perry som Duenna